# Jazz Jackrabbit (jeu vidéo, 2002)
Jazz Jackrabbit est un jeu vidéo de plates-formes développé par Game Titan (en) et édité par Jaleco, sorti en 2002 sur Game Boy Advance.
Il s'agit d'une suite aux jeux Jazz Jackrabbit, Jazz Jackrabbit 2 et Jazz Jackrabbit 3

## Accueil
- GameSpot : 7,5/10[1]